# María Lvovna Dillon

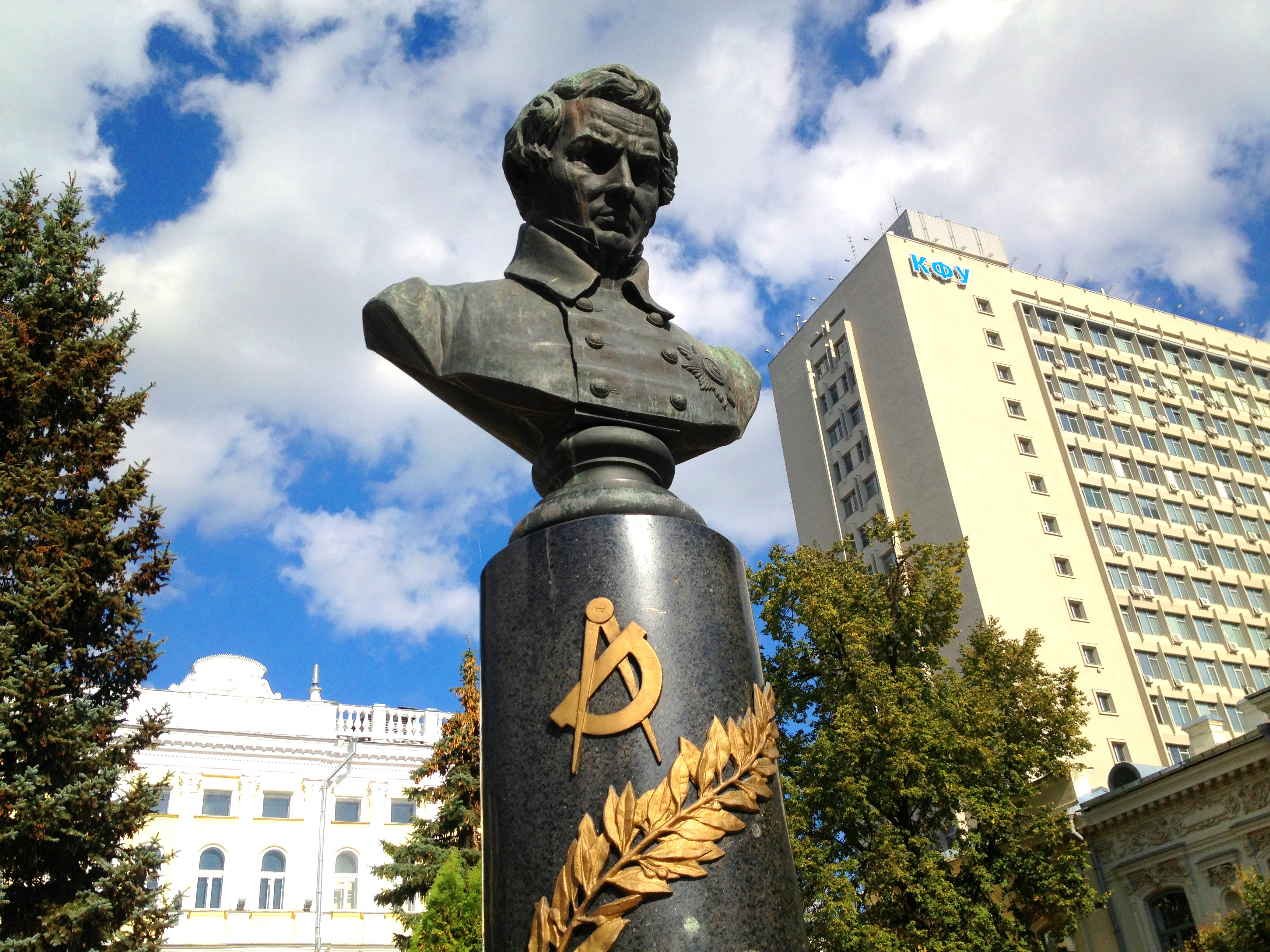
Monumento a Lobachevsky

Maria Lvovna Dillon (1858-1932) fue una escultora rusa. Es conocida por sus esculturas alegóricas, de género, conmemorativas y de retratos. Dillon es reconocida como la primera mujer escultora profesional rusa.

## Biografía
Dillon nació en Panevėžys, Imperio Ruso, el 27 de octubre de 1858. Estudió en la Academia Imperial de las Artes de San Petersburgo, donde recibió clases de Alexander von Bock, Nikolái Laveretsky e Iván Podozerov. Ganó múltiples premios mientras estaba en la Academia.
Viajó a París y luego a Italia, después de completar sus estudios en la Academia.
Dillon expuso su obra en el Palacio de Bellas Artes en la Exposición Mundial Colombina de 1893 en Chicago, Illinois.
Sus obras forman parte de las colecciones del Museo Ruso de San Petersburgo, el Museo Estatal de Escultura Urbana de San Petersburgo, la Galería Tretiakov de Moscú, la Casa Pushkin de San Petersburgo y el Instituto Gornyi de Kamchatka.
Entre las décadas de 1890 y 1910, Dillon creó una serie de tumbas conmemorativas, entre ellas las de la actriz Vera Komissarzhevskaya, el compositor Antón Arenski y el pintor Luigi Premazzi. También esculpió un monumento al matemático Nikolái Lobachevski en Kazán. 
Su marido fue el pintor ruso Fiódor Buchholz. Murió en Leningrado el 14 de junio de 1932.

## Legado
En 2010 se llevó a cabo una exposición para celebrar el 150 aniversario del nacimiento de Dillon en el Castillo de San Miguel, parte del Museo Estatal Ruso.

## Lectura adicional
- Kalugina, Olga V. (2013). Русская скульптура Серебряного века: Путешествие из Петербурга в Москву (en ruso). Moscú: Buksmart. pp. 10, 149, 153, 188, 196-198, 241, 263, 264, 271-275, 279, 280. ISBN 978-5-906190-06-2. OCLC 876102821.
- Karpova, Yelena V.; Rytikova, Vera V. (2009). Мария Диллон, 1858–1932 (en ruso). San Petersburgo: Palace Editions. ISBN 978-5-93332-315-0. OCLC 501152149.
- Voltsenburg, Oskar E. (1976). Диллон, Мария Львовна". Художники народов СССР (en ruso). Moscú: Iskusstvo. p. 383.